# Puerto de Magdalena
Puerto de Magdalena är en ort i Mexiko.   Den ligger i kommunen Villa de Guadalupe och delstaten San Luis Potosí, i den centrala delen av landet, 500 km norr om huvudstaden Mexico City. Puerto de Magdalena ligger 1 798 meter över havet och antalet invånare är 108.
Terrängen runt Puerto de Magdalena är kuperad västerut, men österut är den platt. Runt Puerto de Magdalena är det mycket glesbefolkat, med 6 invånare per kvadratkilometer. Närmaste större samhälle är San Antonio de las Barrancas, 19,9 km sydost om Puerto de Magdalena. Omgivningarna runt Puerto de Magdalena är i huvudsak ett öppet busklandskap.